# Addison Hehr
Maj Addison Flick Hehr (* 27. Oktober 1909 in Cleveland, Ohio; † 27. Februar 1971 in Canoga Park, Kalifornien) war ein US-amerikanischer Filmarchitekt.

## Leben und Karriere
Über die frühen Jahre Hehrs ist kaum etwas bekannt; bereits bei der Volkszählung von 1930 ist er als in Los Angeles wohnhaft verzeichnet. In Hollywood war er, nur unterbrochen von seinem Dienst als Major beim US Marine Corps im Zweiten Weltkrieg, in den folgenden zwei Jahrzehnten in untergeordneten Positionen aktiv, ehe er mit Beginn der 1950er Jahre erstmals als Filmarchitekt eingesetzt wurde.
Von 1951 bis 1958 war Hehr in den Diensten der Twentieth Century Fox, ab dem darauf folgenden Jahr entwarf er Filmbauten für die MGM. Zuletzt war Hehr nicht mehr fest an eine Produktionsfirma gebunden und arbeitete auch für das Fernsehen. In seinen rund zwei Jahrzehnten Tätigkeit als Chefdesigner gestaltete Hehr Szenenbilder für Filme der unterschiedlichsten Genres – vom Science-Fiction-Film (Der Tag, an dem die Erde stillstand), über das Kriegsdrama (Die Wüstenratten, Feuertaufe, Die jungen Löwen) bis zum Western (Rächer der Enterbten, Das Teufelsweib von Texas, Missouri). Es waren Filme, in denen Topstars wie Gary Cooper, Doris Day, Marlon Brando, Marilyn Monroe, Robert Mitchum, Rock Hudson und William Holden die Hauptrollen spielten.
Für seine szenenbildnerische Gemeinschaftsarbeit (u. a. mit George W. Davis und Henry Grace) bei den beiden Großwestern Cimarron und Das war der Wilde Westen erhielt Addison Fehr jeweils eine Oscar-Nominierung.
Addison Hehr wurde auf dem Friedhof Forest Lawn Memorial Park (Hollywood Hills) beerdigt.

## Filmografie
- 1951: Der Tag, an dem die Erde stillstand (The Day the Earth Stood Still)
- 1952: Lockruf der Wildnis (Lure of the Wilderness)
- 1952: Vier Perlen (O. Henry‘s Full House)
- 1952: Night Without Sleep
- 1953: Die Wüstenratten (The Desert Rats)
- 1954: Fluß ohne Wiederkehr (River of No Return)
- 1954: Der Würger von Coney Island (Gorilla at Large)
- 1954: Prinzessin vom Nil (Princess of the Nile)
- 1955: Die Unbezähmbaren (Untamed)
- 1955: Tokio-Story (House of Bamboo)
- 1955: Der große Regen (The Rains of Ranchipur)
- 1956: Ein Kuß vor dem Tode (A Kiss Before Dying)
- 1956: Feuertaufe (Between Heaven and Hell)
- 1957: Rächer der Enterbten (The True Story of Jesse James)
- 1957: Die Spur zum Gold (The Way to the Gold)
- 1958: Die jungen Löwen (The Young Lions)
- 1958: Ein Mann in den besten Jahren (10 North Frederick)
- 1959: Die Haltlosen (The Beat Generation)
- 1959: Wenn das Blut kocht (Never so Few)
- 1960: Cimarron
- 1962: Das war der Wilde Westen (How the West Was Won)
- 1963: Sklavenjäger (Drums of Africa)
- 1963: Getrennte Betten (The Wheeler Dealers)
- 1964: …und knallten ihn nieder (Guns of Diablo)
- 1964: Kurven-Lily (Girl Happy)
- 1965: Ein Zebra in der Küche (Zebra in the Kitchen)
- 1967: Das Teufelsweib von Texas (The Ballad of Josie)
- 1968: Eisstation Zebra (Ice Station Zebra)
- 1968: Der Dritte im Hinterhalt (Marlowe)
- 1969: Zehn Stunden Zeit für Virgil Tibbs (They Call Me Mister Tibbs)
- 1971: Missouri (Wild Rovers)